# ماسافومی مادا
ماسافومی مادا (انگلیسی: Masafumi Maeda؛ زادهٔ ۲۵ ژانویهٔ ۱۹۸۳) بازیکن فوتبال اهل ژاپن است.
از باشگاه‌هایی که در آن بازی کرده‌است می‌توان به باشگاه فوتبال گامبا اوساکا اشاره کرد.